# Careful (Paramore)
Careful è un singolo del gruppo musicale statunitense Paramore, il quarto estratto da Brand New Eyes, pubblicato il 12 luglio 2010.

## Descrizione
La cantante della band Hayley Williams ha dichiarato in un'intervista a Kerrang!:

## Video musicale
Il video del brano, pubblicato l'8 giugno 2011 sul canale YouTube della Fueled by Ramen, mostra scene della band in concerto nel 2009 e nel 2010 e nello studio di registrazione. È stato diretto da Brandon Chesbro, che ha diretto anche il video ufficiale di The Only Exception. È il terzo video di un singolo che mostra una serie di immagini in concerto della band: i primi due sono stati All We Know e Hallelujah.

## Formazione
- Hayley Williams – voce
- Josh Farro – chitarra solista, voce secondaria
- Taylor York – chitarra ritmica
- Jeremy Davis – basso
- Zac Farro – batteria

## Classifiche
| Classifica (2010)          | Posizione massima |
| -------------------------- | ----------------- |
| Australia                  | 89                |
| Brasile                    | 40                |
| Portogallo                 | 44                |
| Regno Unito                | 108               |
| Regno Unito (rock & metal) | 2                 |
| Stati Uniti                | 78                |
| Stati Uniti (alternative)  | 37                |